# HD 93083 b
HD 93083 b (Melquíades) – planeta pozasłoneczna typu gazowy olbrzym okrążająca gwiazdę HD 93083 (Macondo). Została odkryta w 2005 roku.

## Nazwa
Planeta ma nazwę własną Melquíades, wywodzącą się od postaci z powieści Sto lat samotności autorstwa Gabriela Garcii Márqueza. Nazwa została wyłoniona w konkursie zorganizowanym w 2019 roku przez Międzynarodową Unię Astronomiczną w ramach stulecia istnienia organizacji. Uczestnicy z Kolumbii mogli wybrać nazwę dla tej planety. Spośród nadesłanych propozycji zwyciężyła nazwa Melquíades dla planety i Macondo dla gwiazdy.